# Indeks hlađenja
Indeks hlađenja je subjektivni osjećaj na izloženoj koži zbog djelovanja vjetra. Ta vrijednost uvijek je niža od stvarne temperature zraka. Za više temperature (iznad 10° C) indeks hlađenja je nedefiniran i umjesto njega koristi se indeks topline.

## Djelovanje
Ljudsko tijelo gubi toplinu strujanjem, isparavanjem, odvođenjem i isijavanjem. Brzina gubitka topline strujanjem ovisi o brzini vjetra na površini, što je vjetar jači, hlađenje je brže. Za nežive objekte to znači da će se brže ohladiti na temperaturu okoline, ali se ne mogu ohladiti ispod nje, bez obzira na brzinu vjetra.
Većina bioloških organizama reagira na snižavanje temperature i pokušava održati svoju temperaturu u određenim granicama, da bi se izbjeglo štetno djelovanje pothlađivanja. To pojačano hlađenje, osim što daje osjećaj niže temperature od stvarne, vodi bržem hlađenju organizma i može dovesti do smrzavanja ili smrti.

## Formule i tablice
Za razliku od temperature, za indeks hlađenja ne postoji opće prihvaćeni standard, tako da za izračun indeksa postoji više formula. Sve formule pokušavaju osigurati kvalitetno predviđanje efekta koji će vjetar imati na ljudski osjećaj temperature. Meteorološke službe u različitim zemljama koriste svoje standarde za svoju zemlju ili region.
Prve formule i tablice za indeks hlađenja razvili su Paul Allman Siple i Charles Passel još prije Drugog svjetskog rata, dok su radili na Antarktici, ali su u upotrebu ušle tek 1970-ih. Bazirane su na brzini pretvaranja tekućine u led u maloj plastičnoj boci, koja je obješena na vrhu krova, na istoj visini kao anemometar. Taj takozvani indeks hlađenja bio je prilično dobar pokazatelj surovosti vremena.
Iz najhladnijih oblasti u Kanadi su vremenski izvještaji sadržavali i indeks hlađenja, tro- ili četveroznamnkast broj s jedinicom kcal/m2/h, a prag smrzavanja bio je 1400. Kad je Kanada 1970-ih prešla na metrički sustav,  promijenile su se veličine jedinica, pa je indeks teško prihvaćen. Ta formula bila je:
{\displaystyle WCI=(10{\sqrt {V}}-V+10.5)\cdot (33-T_{a})}
Gdje je:
{\displaystyle WCI} = indeks hlađenja (Wind chill index), kcal/m2/h
{\displaystyle V} = brzina vjetra, m/s
{\displaystyle T_{a}} = ambijentalna temperatura, °C
U studenom 2001. Kanada i SAD usvojili su novi ideks hlađenja, koji su razvili znanstvenici i medisinski stručnjaci obiju zemalja. Indeks je određen ponavljanjem modela temperature kože pod različitim temperaturama i brzinama vjetra. Model je koristio standardne odnose između brzine vjetra i brzine razmjene topline. Prijenos topline se računao za golo lice (vjetar puše u lice), pri hodu u susret vjetru brzinom 1,4 m/s. Rezultati modela se mogu približno (do unutar jednog stupnja) predstaviti formulom:
{\displaystyle T_{wc}=13.12+0.6215T_{a}-11.37V^{+0.16}+0.3965T_{a}V^{+0.16}\,\!}
Gdje je:
{\displaystyle W\,\!} indeks hlađenja, baziran na Celzijevoj ljestvici,
{\displaystyle T_{a}\,\!} temperatura zraka u Celzijevim stupnjevima (°C),
{\displaystyle V\,\!} brzina vjetra na 10 metara (standardna visina anemometra), u kilometrima na sat (km/h).
Indeks hlađenja je definiran samo za temperature na, ili ispod 10 °C i brzinu vjetra iznad 4,8 km/h.
S obzirom na to da indeks hlađenja ne predstavlja stvarnu temperaturu, već samo osjećaj hladnoće na koži, često se izražava kao neimenovani broj. Na osnovu ove formule izrađena je sljedeća tablica:
| Tablica hlađenja zbog utjecaja vjetra |            |                                                                                                |  |
|                                       | 4 do -6    | Neprijatan osjećaj                                                                             |  |
|                                       | -7 do -17  | Vrlo neprijatan osjećaj                                                                        |  |
|                                       | -18 do -28 | Moguće promrzline. Izložena koža se može smrznuti za 5 minuta. Izbjegavati vanjske aktivnosti. |  |
|                                       | -29 do -56 | Promrzline vjerojatne. Izložena koža se može smrznuti za 1 minutu. Vanjske aktivnosti opasne.  |  |
|                                       | ispod -56  | Smrzavanje sigurno. Izložena koža se može smrznuti za 30 sekundi.                              |  |

## DHMZ
Državni hidrometeorološki zavod nema poseban indeks hlađenja, već računa indeks toplinske ugode koji je klasificiran u devet kategorija, od iznimno hladnog (oznaka -4), preko ugodnog (oznaka 0) do iznimno vrućeg (oznaka +4). Za prognozu se podrazumijeva aktivnost lagane šetnje (3,2 km/h), "u hladu" (bez direktne izloženosti suncu).

## Vanjske poveznice
- Osjet ugode, tablice i formule, Meteorološka služba Australije (en.)
- Tablica indeksa hlađenja, EuroWeather (en.)